# 薔薇美少女
『薔薇美少女』（ばらびしょうじょ）は柳沢きみおによる日本の漫画作品。『月刊少年チャンピオン』（秋田書店）において1981年から1982年まで連載された。

## 解説
生まれ、育ちの違う2人の少女を中心にした学園コメディ。『月刊少年チャンピオン』での前作『ミニぱと』に引き続き、女性が主役の作品である。単行本は全3巻が発売された。同時期（1981年～1982年）に家庭崩壊による少年の転落を描いた『朱に赤』が存在するが、作風がまるで反対である。

## あらすじ
秋月家の一人娘、舞美が高校に通う事になりボディーガードを雇う事に。しかし、女性に興味がない男性という条件に合う人材がいなかった。そこで執事が自分の娘を男と偽って…。世間知らずのお嬢様と男装のボディーガード、2人の少女の奇妙な学園生活が始まった。

## 登場人物
秋月舞美（あきつき まいみ）
父親の意向で15年間屋敷内で育てられてきた。同じ年頃の子供と会う事がなく、高校に行くことを決意する。直次郎が初めての友達である。母親が好きだった薔薇の飾りを髪に付けている。外界の状況をテレビでしか知らないため、すぐ相手に抱きつこうとする等、世間の常識とはズレがある。純真で人を疑わない性格の為周りに流されやすく、その度に直次郎がフォローに遁走することに。鬼頭が紹介したチアガール部に入部する。
田中直次郎（たなか なおじろう）
本名は直子（なおこ）。秋月家の執事である父の願いで男装をしてボディーガードをする事に。空手は2段の腕前である。舞美に対しては最初、物好きなお嬢様ぐらいにしか思っていなかった。舞美がチアガール部に入部した際に彼女を守る目的でマネージャーとして入部する。女性の体形を隠すため大きめのサイズの服を着たり、夏でも長袖を着たりしているがそのことでトラブルに巻き込まれることも。男装を続けていくうちに彼女の中に「自分は女性」としての思いが生まれてくる。
鬼頭（きとう）
外見、言動がテレビのそれに似ていた為、舞美に最初スケバンに誤解されていた。チアガール部のリーダーで学園の美女を集めていて、舞美を部員に招く。代議士でPTA会長の父親を持つ、学園の実力者である。実は女性が好きで舞美に恋心を抱くが、そのためボディーガードの直次郎と対決する事に。
理事長
舞美の父親であり、買収した東条学園の理事長に収まる。高校の他に美術館やマンションを買い占める程の資産家である。妻を病気で失い、一人娘の舞美を大切に育てようとするが、屋敷から外に出さないで育てようとする等、過保護になりやすい。娘がチアダンスをするのを快く思っておらず、チアガール部を潰そうと画策する。
田中の父親
秋月家の執事。秋月の父親が買い占めた東郷高校の校長を務めることになる。娘の直子に男装をさせたことに後悔している。
高根沢（たかねざわ）
舞美のクラスメート。直次郎にぶつかってしまった事から直次郎の存在について疑惑を持ち正体を探ろうとする。知ってからは、女性としての直次郎に惚れデートに誘う様になる。
美子（みこ）
舞美のクラスメート。最初は直次郎を男と思って恋心を抱いていた。行動的であり、消極的な太田とはそりが合わない。
太田（おおた）
舞美のクラスメート。体育の授業で直次郎と並走したことから直次郎と仲良くなる。恋心を抱くが、直次郎を男だと思っている為、自己嫌悪に。
源田（げんだ）
東条学園の番長。番長グループは夏場に長袖を着る決まりがあり、同様に長袖を着る直次郎に戦いを挑む。一撃で倒された後、その強さに惚れて友達になる。直次郎を男と信じきっていて、柔道部の試合の助っ人を頼む。
立木（たちき）
合宿に参加したチアガール部部員。直次郎を男と思ってアプローチをかけるが、正体が女性であることを知り極度のスランプに陥ってしまう。
木村（きむら）
合宿に参加したチアガール部部員。恨み、ねたみは無いものの、レギュラー入りする為、舞美にいやがらせをする。
文子（ふみこ）
本来は『少年キング』で連載された『すくらんぶるエッグ』のキャラである。モブシーンで時折出ていたが、最終話でゲスト出演した。ピクニックで男子生徒に人気のある舞美をブリッコと思い込んで、不良と組んで襲いに来る。他に土田新一、藤波正平、輪留田先生（以上月とスッポン）がゲスト出演。単行本の書き下ろしページには山葉圭（翔んだカップル）、六助（女だらけ）が出ている。